# Detroit Olympia
Il Detroit Olympia, noto soprattutto come Olympia Stadium, è stato un palazzetto dello sport situato a Detroit, in Michigan. Era l'arena in cui si sono giocate le partite casalinghe dei Detroit Red Wings della National Hockey League e per alcune stagioni anche dei Detroit Pistons della National Basketball Association. Inaugurato nel 1927 fu utilizzato fino al 1979, per poi essere chiuso e demolito negli anni successivi. I Red Wings alla chiusura dell'Olympia Stadium si trasferirono nella nuova Joe Louis Arena.